# Carney Chukwuemeka
Carney Chukwuemeka, né le 20 octobre 2003 à Eisenstadt en Autriche, est un footballeur anglais qui évolue au poste de milieu de terrain au Chelsea FC.

## Biographie

### En club
Né en Autriche de parents originaires du Nigeria, Carney Chukwuemeka commence le football au Northampton Town, avant de rejoindre l'académie d'Aston Villa en mars 2016. Grand talent du club, Chukwuemeka est présenté en juillet 2020 comme le meilleur joueur de 16 ans d'Angleterre par le directeur général des Villans Christian Purslow (en). Il signe son premier contrat professionnel avec Aston Villa le lendemain de ses 17 ans, le 21 octobre 2020. Avec les U18 du club, il remporte la FA Youth Cup en mai 2021, face à leurs homologues du Liverpool FC (2-1 score final). Chukwuemeka termine par ailleurs meilleur buteur de cette compétition avec sept réalisations en six matchs.
Le 19 mai 2021, il joue son premier match en professionnel contre Tottenham Hotspur, en championnat. Il entre en jeu en cours de partie à la place de Marvelous Nakamba, et son équipe s'impose par deux buts à un,.
Chukwuemeka se fait remarquer le 15 janvier 2022, lors d'une rencontre de championnat face à Manchester United. Il entre en jeu en cours de partie ce jour-là, alors que son équipe est menée de deux buts, et il est à l'origine des deux buts de son équipe, signés Jacob Ramsey et Philippe Coutinho, permettant à son équipe d'obtenir le point du match nul (2-2 score final). Sa prestation est saluée par son entraîneur Steven Gerrard après la rencontre.
Le 4 août 2022, Carney Chukwuemeka s'engage officiellement avec le Chelsea FC. Il signe un contrat de six saisons.
Le 20 août 2023, Chukwuemeka inscrit son premier but pour Chelsea, lors d'une rencontre de Premier League face à West Ham United. Titularisé, il ne peut empêcher la défaite de son équipe (3-1 score final).

### Carrière en équipe nationale
Carney Chukwuemeka joue un match avec l'équipe d'Angleterre des moins de 18 ans, le 29 mars 2021, face au Pays de Galles. Il entre en jeu en cours de partie et se fait remarquer en inscrivant un but, participant à la victoire de son équipe par deux buts à zéro,.
Le 2 septembre 2021, il réalise sa première apparition avec les moins de 19 ans, contre l'Italie. Il est titularisé et officie comme capitaine lors de cette rencontre remportée par son équipe sur le score de deux buts à zéro,.
Le 6 septembre 2021, il délivre sa première passe décisive avec les moins de 19 ans, lors d'une rencontre amicale face à l'Allemagne (score : 1-1). Par la suite, le 10 novembre 2021, il marque son premier but dans cette catégorie, face à Andorre. Ce match gagné sur le large score de 4-0 rentre dans le cadre des éliminatoires du championnat d'Europe des moins de 19 ans 2022.
En juin 2022, toujours avec les moins de 19 ans, Chukwuemeka est convoqué afin de participer au championnat d'Europe des moins de 19 ans en 2022. Titulaire lors de la compétition qui a lieu en Slovaquie, il atteint avec les anglais la finale, après avoir battu l'Italie en demi-finale.

## Statistiques
| Saison                | Club                     | Championnat           | Championnat | Championnat | Championnat | Coupe nationale | Coupe nationale | Coupe nationale | Coupe de la Ligue | Coupe de la Ligue | Coupe de la Ligue | Compétition(s) continentale(s) | Compétition(s) continentale(s) | Compétition(s) continentale(s) | Compétition(s) continentale(s) | Coupe du monde des clubs | Coupe du monde des clubs | Coupe du monde des clubs | Total | Total | Total |
| Saison                | Club                     | Division              | M.          | B.          | P.d.        | M.              | B.              | P.d.            | M.                | B.                | P.d.              | Comp.                          | M.                             | B.                             | P.d.                           | M.                       | B.                       | P.d.                     | M.    | B.    | P.d.  |
| 2020-2021             | Aston Villa              | Premier League        | 2           | 0           | 0           | -               | -               | -               | -                 | -                 | -                 | -                              | -                              | -                              | -                              | -                        | -                        | -                        | 2     | 0     | 0     |
| 2021-2022             | Aston Villa              | Premier League        | 12          | 0           | 1           | -               | -               | -               | 2                 | 0                 | 0                 | -                              | -                              | -                              | -                              | -                        | -                        | -                        | 14    | 0     | 1     |
| Sous-total            | Sous-total               | Sous-total            | 14          | 0           | 1           | -               | -               | -               | 2                 | 0                 | 0                 | -                              | -                              | -                              | -                              | -                        | -                        | -                        | 16    | 0     | 1     |
| 2022-2023             | Chelsea FC               | Premier League        | 14          | 0           | 0           | 1               | 0               | 0               | -                 | -                 | -                 | -                              | -                              | -                              | -                              | -                        | -                        | -                        | 15    | 0     | 0     |
| 2023-2024             | Chelsea FC               | Premier League        | 9           | 1           | 1           | 2               | 1               | 0               | 1                 | 0                 | 0                 | -                              | -                              | -                              | -                              | -                        | -                        | -                        | 12    | 2     | 1     |
| 2024-2025             | Chelsea FC               | Premier League        | -           | -           | -           | -               | -               | -               | 1                 | 0                 | 0                 | C4                             | 4                              | 0                              | 0                              | -                        | -                        | -                        | 5     | 0     | 0     |
| Sous-total            | Sous-total               | Sous-total            | 23          | 1           | 1           | 3               | 1               | 0               | 2                 | 0                 | 0                 | -                              | 4                              | 0                              | 0                              | -                        | -                        | -                        | 32    | 2     | 1     |
| 2024-2025             | Borussia Dortmund (prêt) | Bundesliga            | 10          | 1           | 0           | -               | -               | -               | -                 | -                 | -                 | C1                             | 3                              | 0                              | 0                              | 4                        | 0                        | 0                        | 17    | 1     | 0     |
| Total sur la carrière | Total sur la carrière    | Total sur la carrière | 50          | 2           | 4           | 3               | 1               | 1               | 4                 | 0                 | 0                 | -                              | 7                              | 0                              | 0                              | 4                        | 0                        | 0                        | 68    | 3     | 5     |

## Palmarès

### En sélection
- Angleterre -19 ans
  - Champion d'Europe des moins de 19 ans en 2022.